# يوهانس برينك
يوهانس برينك (بالهولندية: Johannes Brink)‏ (29 أبريل 1912 – 29 أبريل 1976) هو سبّاح هولندي راحل، مثّل بلاده في الألعاب الأولمبية الصيفية 1928.

## روابط خارجية
يوهانس برينك على موقع الاتحاد الدولي للسباحة (الإنجليزية)
- يوهانس برينك على موقع أوليمبيديا (الإنجليزية)